# 김현수 (1975년)
김현수(1975년 3월 6일 ~ )는 대한민국의 전 축구 선수이며, 포지션은 수비수였다.